# Swift Trail Junction
Swift Trail Junction est une census-designated place du comté de Graham, dans l'État de l'Arizona, aux États-Unis. En 2020, elle compte une population de 2 810 habitants.